# Bitwa o Namur
Artykuł ten został zgłoszony do umieszczenia na stronie głównej w rubryce „Czy wiesz”.
Pomóż nam go sprawdzić: oceń zgłoszoną nominację.
Bitwa o Namur, oblężenie Namur – bitwa stoczona między siłami belgijskimi i niemieckimi wokół ufortyfikowanego miasta Namur na początku I wojny światowej.
Namur był broniony pierścieniem nowoczesnych jak na tamte czasy fortec, znanych jako Twierdza Namur, obsadzonych przez belgijską 4 Dywizję. Celem belgijskich fortyfikacji było opóźnienie inwazji do czasu nadejścia wojsk z państw gwarantujących niepodległość Belgii. Francuska 5 Armia planowała kontratak podczas oblężenia Namur przez Niemców.
Niemiecka 2 Armia wkroczyła do akcji 20 sierpnia 1914 roku, wykorzystując doświadczenie zdobyte w szturmowaniu fortów podczas bitwy pod Liège (4–16 sierpnia). Niemcy nie podjęli próby generalnego szturmu, lecz poczekali do następnego dnia i zbombardowali forty, używając superciężkiej artylerii oblężniczej i czterech baterii dostarczonych przez sojuszników z Austro-Węgier. Forty zostały zniszczone, niektóre z nich przez zwykłą ciężką artylerię z powodu swoich wad konstrukcyjnych. W przeciwieństwie do Liège, w Namur Niemcy skruszyli forty, ponosząc przy tym bardzo niewielkie straty.
Klęska 5 Armii w bitwie pod Charleroi 21 sierpnia uniemożliwiła Francuzom dalsze natarcie i tylko jeden pułk francuski dotarł do Namur jako wsparcie. Gdy stało się jasne, że odsiecz w oczekiwanym rozmiarze nie nadejdzie, 23 sierpnia niedobitki belgijskiej 4 Dywizji wycofały się na południe, aby dołączyć do 5 Armii w pobliżu Saint-Gérard. Ostatnie forty Namur poddały się 25 sierpnia. Pozostali przy życiu żołnierze 4 Dywizji ostatecznie dołączyli do belgijskiej armii polowej w Antwerpii podczas jej oblężenia.

## Tło

### Planowanie strategiczne

#### Belgia
Belgijskie plany wojenne opierały się na założeniu, że inne mocarstwa pomogą wyprzeć najeźdźcę z terytorium Beglii, ale prawdopodobieństwo niemieckiej inwazji nie sprawiło, że Francja i Wielka Brytania były postrzegane jako sojusznicy, ani że rząd belgijski zamierzał zrobić coś więcej niż tylko bronić swojej niepodległości. Ententa angielsko-francuska z 1904 roku sprawiła, że Belgowie dostrzegli zmianę stosunku Anglików do Belgii i postrzeganie jej jako nieformalnego brytyjskiego protektoratu. Belgijski Sztab Generalny został utworzony w 1910 roku, ale jego szef gen. mjr Harry Jungbluth przeszedł w stan spoczynku 30 czerwca 1912 roku i został zastąpiony dopiero w maju 1914 roku przez gen. por. Chevaliera de Selliers de Moranville’a, który rozpoczął planowanie koncentracji armii i spotkał się z przedstawicielami belgijskiej kolei 29 lipca.

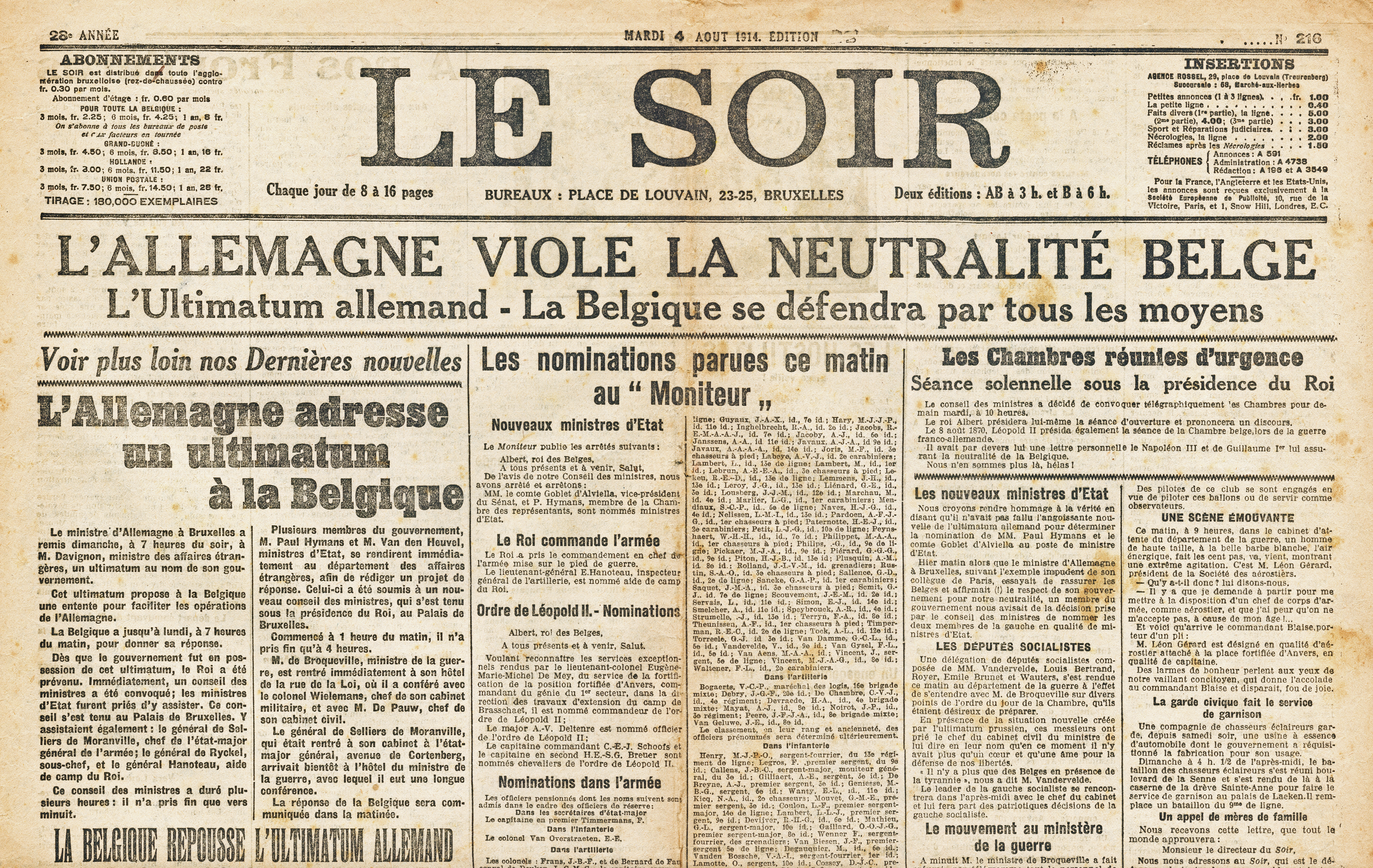
Nagłówek „Le Soir” z 4 sierpnia 1914

Wojska belgijskie miały być skoncentrowane w centralnej Belgii, przed Redutą Narodową, gotowe do wymarszu na każdą z belgijskich granic, podczas gdy Twierdza Liège i Twierdza Namur miały zabezpieczyć same granice. Po mobilizacji król Belgów miał stać się Naczelnym Dowódcą i decydować o miejscu koncentracji armii. W obliczu zakłóceń w nowym programie zbrojeń, zdezorganizowani i słabo wyszkoleni żołnierze belgijscy mieli korzystać z Reduty Narodowej, aby opóźnić marsz agresora, ale potrzebowali również fortyfikacji do obrony na granicy. Z kolei jedna ze szkół w tamtym czasie postulowała powrót do rozmieszczenia wojsk na pograniczu, zgodnie z francuskimi teoriami wojennymi. Belgijskie plany stały się kompromisem między tymi dwoma koncepcjami, w którym armia polowa skoncentrowała się za rzeką Gete, z dwiema dywizjami wysuniętymi w kierunku Liège i Namur.

#### Niemcy

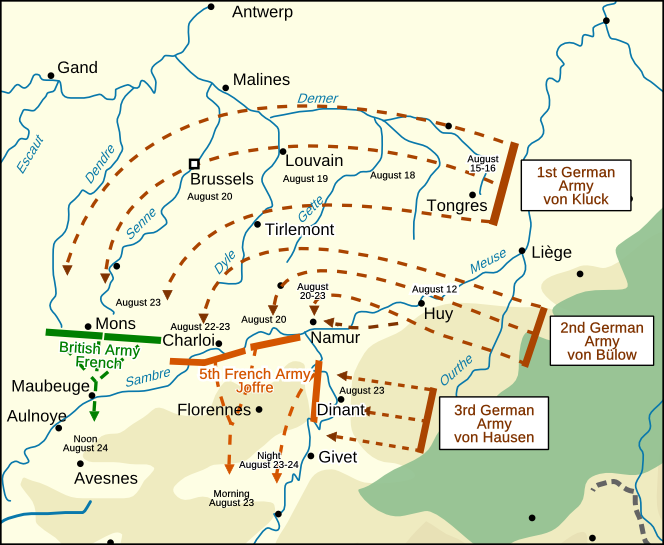
Mapa przedstawiająca niemiecki marsz przez Belgię po bitwie pod Liège na początku sierpnia 1914

Niemiecka strategia od 1891 roku priorytetowo traktowała działania ofensywne przeciwko Francji i postawę obronną wobec Rosji. Niemieckie planowanie było determinowane przez przewagę liczebną, szybkość mobilizacji i koncentracji oraz wpływ ogromnego wzrostu potencjału nowoczesnej broni. Oczekiwano, że ataki frontalne będą kosztowne i długotrwałe, co prowadziłoby do ograniczonego sukcesu, szczególnie po tym, jak Francuzi i Rosjanie zmodernizowali swoje fortyfikacje graniczne. Gen. Alfred von Schlieffen, szef Cesarskiego Sztabu Generalnego w latach 1891–1906, opracował plan ominięcia francuskich fortyfikacji poprzez ofensywę na północnej flance, która miała zapewnić lokalną przewagę liczebną i szybkie, decydujące zwycięstwo. W latach 1898–1899 taki manewr miał na celu szybkie przejście przez Belgię, między Antwerpią a Namur, aby zagrozić Paryżowi od północy.
Helmuth von Moltke Młodszy zastąpił von Schlieffena w 1906 roku i nie był pewien, czy Francuzi podporządkują się niemieckim założeniom. Moltke dostosował plan rozmieszczenia i koncentracji, aby uwzględnić atak w centrum lub atak okrążający z obu flanek jako warianty, dodając dywizje do lewego skrzydła naprzeciwko granicy francuskiej, z ok. 1 700 000 ludzi, którzy mieli zostać zmobilizowani w ramach Westheer (armii zachodniej). Główne siły niemieckie nadal miałyby posuwać się przez Belgię, aby zaatakować na południe, w kierunku Francji, wskutek czego armie francuskie zostałyby okrążone z lewej strony i odepchnięte za rzeki Moza, Aisne, Somma, Oise, Marna i Sekwana, nie mogąc wycofać się do centralnej Francji. W ten sposób Francuzi albo zostaliby unicestwieni przez manewr z północy, albo stworzyliby warunki do niemieckiego zwycięstwa w centrum lub w Lotaryngii na wspólnej granicy.

### Planowanie taktyczne

#### Forty w Namur

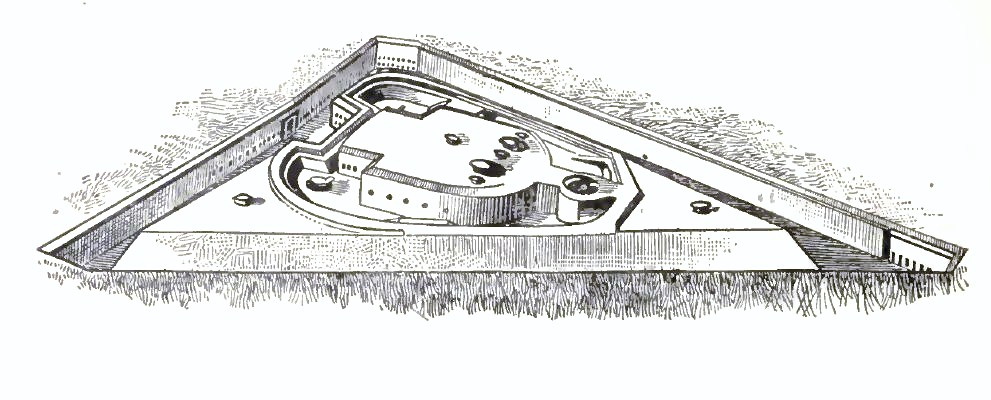
Trójkątny fort Brialmont, 1914

Dolina Mozy była drogą, którą można było najechać Francję lub Niemcy. Po wojnie francusko-pruskiej gen. Henri Alexis Brialmont ufortyfikował dolinę w Liège i Namur, aby odstraszyć Francję i Niemcy od naruszania suwerenności Belgii. Twierdza Namur została zbudowana w latach 1888–1892, około 7 km od centrum Namur, zgodnie ze standardowym projektem na bazie trójkąta i czworokąta, aby zminimalizować liczbę potrzebnych baterii obronnych w fosach fortu, z polem ostrzału skierowanym na zewnątrz. Na lewym brzegu Mozy znajdowały się zmodernizowane forty: Fort de Malonne, Fort de Saint-Héribert i Fort de Suarlée, niezmodernizowane Fort d’Emines i Fort de Cognelée oraz zmodernizowany Fort de Marchovelette. Na prawym brzegu znajdowały się Fort de Maizeret, Fort d’Andoy i Fort de Dave, wszystkie zmodernizowane. Przestarzała Cytadela Namur w mieście stała się zbędna.
Forty zbudowano z betonu niezbrojonego, który można było wylewać tylko w świetle dziennym, co powodowało słabe spoiny między warstwami wylewanymi wieczorem i rano następnego dnia. Zbudowano cytadelę i przykryto ją betonem o grubości 3–4 metrów; mniej podatne na ataki mury wybudowano z betonu o grubości 1,5 metra, umieszczone wewnątrz fosy o szerokości 8 metrów. Wejście obejmowało długą rampę z tyłu, od strony Namur, chronioną tamburem z otworami strzelniczymi prostopadłymi do wejścia, mostem zwodzonym chowanym bocznie nad 3,5-metrowym dołem, wyposażonym w granatniki, kratę i działo kal. 57 mm strzelające wzdłuż osi bramy. Forty w Liège i Namur posiadały 171 ciężkich dział, przy czym każdy wyposażony był w 5–8 dział Krupp kalibru 120 mm, 150 mm i 210 mm, które stanowiły najnowocześniejsze uzbrojenie dostępne w 1888 roku. Działa to zamontowano w chowanych, pancernych wieżach stalowych, wyprodukowanych we Francji, Belgii i Niemczech. W trójkątnych fortach zbudowano trzy mniejsze, chowane wieże, a w fortach czworobocznych cztery. Wieże uzbrojono w działa 57 mm do obrony na krótkim dystansie, a w kazamatach zamontowano 6–9 kolejnych dział 57 mm do obrony fos.

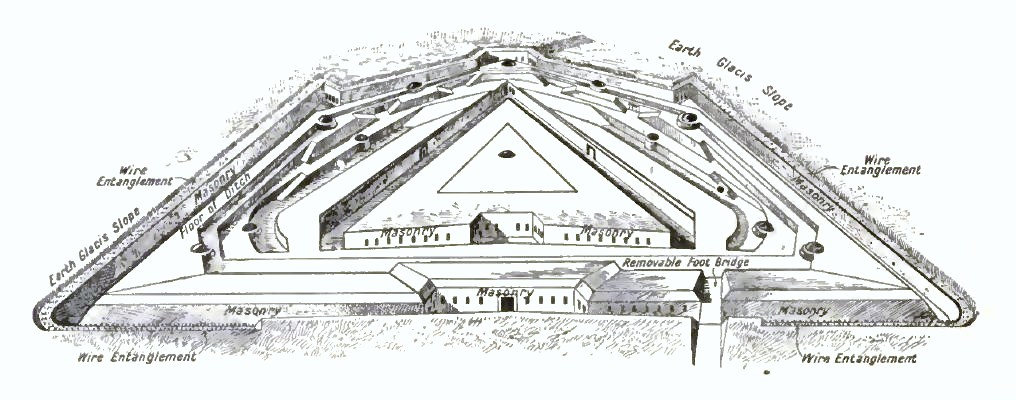
Pięciokątny fort Brialmont, 1914

Forty Twierdzy Namur zostały zbudowane tak, aby wytrzymać ostrzał artyleryjski z dział kalibru 210 mm i wyposażone w elektrownię parową zasilającą oświetlenie, pompy i reflektory, której koszt wyniósł 29 mln franków. Forty miały słabszą obronę z tyłu, co w założeniach miało ułatwiać ich odbicie przez siły belgijskie kontratakujące z zachodu. Koszary i zaplecze zbudowano na tyłach, wykorzystując tylną fosę do oświetlenia i wentylacji pomieszczeń mieszkalnych. Zapewniono też codzienne potrzeby załogi fortecy, ale latryny, prysznice, kuchnie i kostnica zostały zbudowane w przeciwskarpie, która mogła stać się nie do utrzymania, gdyby dym i opary z wybuchających pocisków gromadziły się w pomieszczeniach mieszkalnych i pomocniczych, ponieważ forty nie miały wentylacji mechanicznej. Każdy fort posiadał oddział piechoty, który mógł w każdej chwili wyjść z fortu i dokonać wypadu na atakujących.

#### Bitwa pod Liège, 4–16 sierpnia
Bitwa pod Liège była pierwszym starciem stoczonym podczas niemieckiej inwazji na Belgię i pierwszą bitwą I wojny światowej. Atak na miasto rozpoczął się 5 sierpnia 1914 roku i trwał do 16 sierpnia, kiedy poddał się ostatni fort. Linie kolejowe potrzebne armiom niemieckim we wschodniej Belgii zostały zamknięte na początku oblężenia i dopiero rankiem 17 sierpnia niemiecka 1., 2. i 3 Armia mogły wznowić natarcie w kierunku granicy francuskiej. Belgijska armia polowa wycofała się znad Gete w kierunku Antwerpii w dniach 18–20 sierpnia, a Bruksela została zdobyta bez oporu 20 sierpnia. Oblężenie Liège trwało jedenaście dni, a nie dwa, jak przewidywali Niemcy. Gen. Karl von Bülow, dowódca niemieckiej 2 Armii, utworzył Angriffsgruppe Namur pod dowództwem gen. Maxa von Gallwitza, składającą się z Korpusu Rezerwowego Gwardii, XI Korpusu odłączonego od 3 Armii gen. Maxa von Hausena oraz dywizji VII Korpusu Rezerwowego, liczącego ok. 107 000 ludzi, który ruszył na Namur 16 sierpnia i pojawił się w przed nim 20 sierpnia. 3 Armia strzegła południowego skrzydła wzdłuż Mozy, a 2 Armia zaatakowała w kierunku Charleroi, co uniemożliwiło wszystkim francuskim pułkom, z wyjątkiem jednego, dotarcie do Namur w celu wzmocnienia garnizonu.

## Preludium

### Belgijskie przygotowania obronne

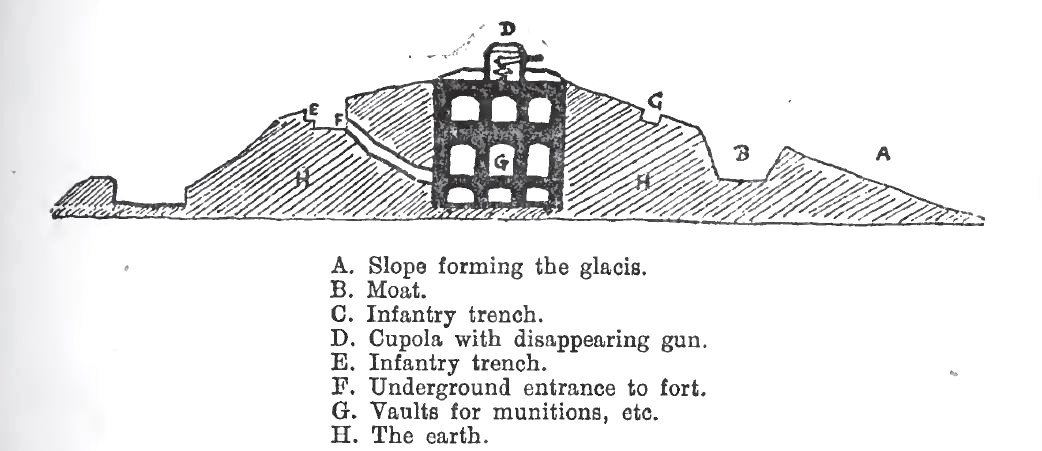
Schemat wnętrza fortu Brialmont

Twierdza Namur była obsadzona przez około 37 000 żołnierzy fortecznych i piechoty belgijskiej z 4 Dywizji pod dowództwem gen. Augustina Michela. Belgowie zamierzali utrzymać Fortecę Namuru do czasu jej odciążenia przez francuską 5 Armię. Belgijska i niemiecka kawaleria starła się na północ od Namur 5 sierpnia, a na południowy wschód dwa dni później. 19 sierpnia belgijska 8 Brygada pod Huy wysadziła most na Mozie i wycofała się do Namur, gdy od wschodu nadciągnęły niemiecki Korpus Rezerwowy Gwardii i XI Korpus.

### Niemieckie przygotowania do ofensywy

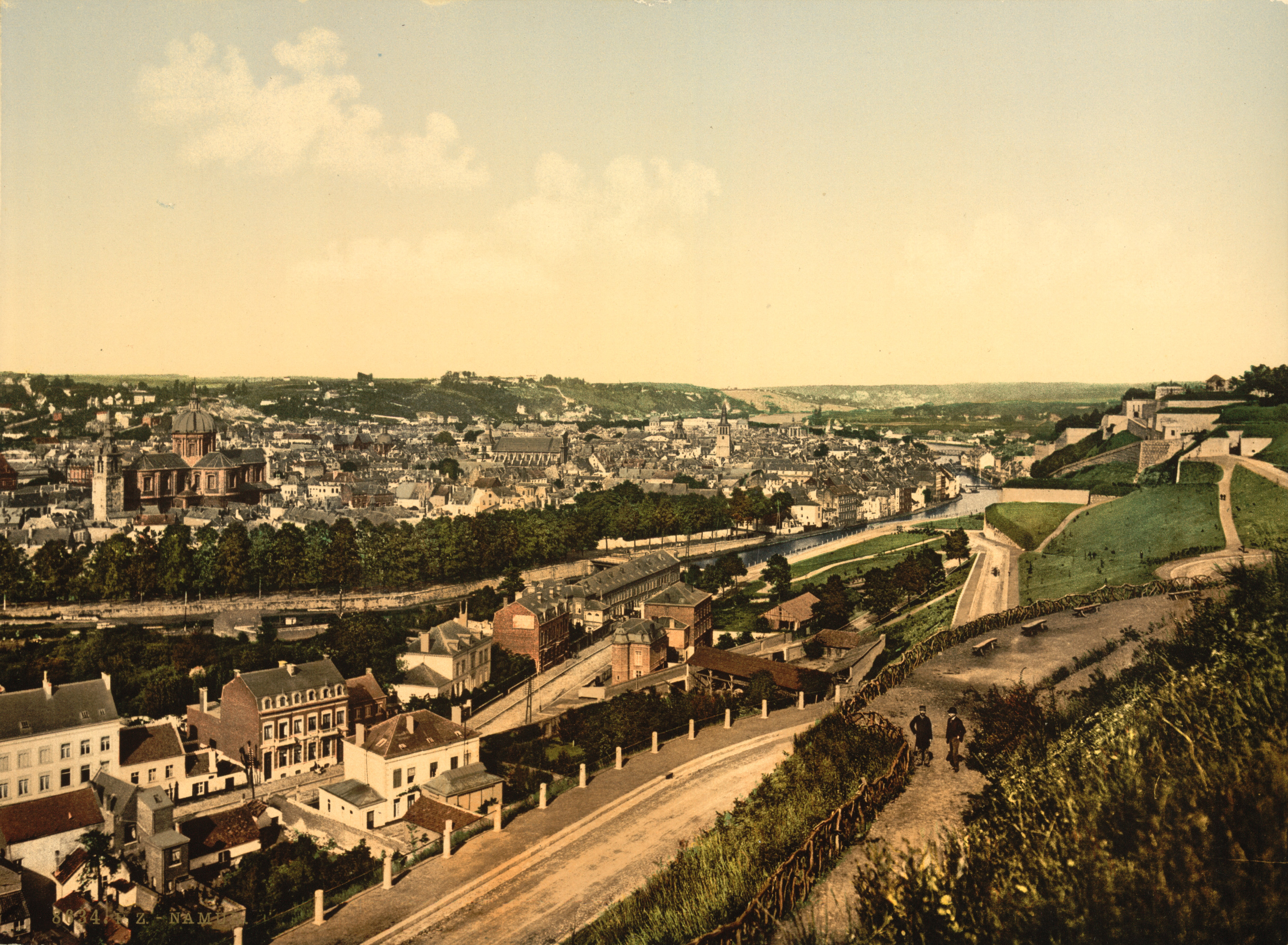
Widok na miasto Namur, ok. 1900

Bülow rozkazał generałowi von Gallwitzowi, dowódcy Korpusu Rezerwowego Gwardii, poprowadzić atak na Namur wraz z Angriffsgruppe Namur, podczas gdy 3 Armia broniła się przed atakiem aliantów między Namur a Givet. Superciężkie jednostki artylerii i saperów z Liège zostały wysłane do Namur wzdłuż doliny Mozy, a doświadczenie zdobyte w działaniach przeciwko Twierdzy Liège skłoniło atakujące wojska do obrania najkrótszych dróg do Namur, co umożliwiło Korpusowi Rezerwowemu Gwardii dotarcie na północny brzeg Mozy, a XI Korpusowi na brzeg południowy. Bülow przybył do kwatery głównej Gallwitza 20 sierpnia i nalegał, aby 1 Dywizja Rezerwowa Gwardii przesunęła się dalej na północ i północny zachód od Namur, aby chronić lewe skrzydło 2 Armii podczas jego okrążania.
Dywizja miała przeprawić się przez rzekę w Andenne, ale belgijskie siły nieregularne opóźniły przeprawę w walkach ulicznych. 3 Dywizja Gwardii została opóźniona w Hingeon i przez belgijski kontratak z Cognelée. Na południowym brzegu XI Korpus odparł belgijskie ataki i dotarł do miejsc zbiórki, gdzie utworzył osłonę flanki we Florée. Niemiecka artyleria przybyła z opóźnieniem, dlatego bombardowanie przełożono na 21 sierpnia. Teren na froncie południowo-wschodnim okazał się nieodpowiedni do ataku, dlatego 38 Dywizja otrzymała rozkaz ataku na Haltinne, a 22 Dywizja przejęła front natarcia na południowym brzegu Mozy.

### Niemiecki plan ataku
Po rekonesansie 19 sierpnia Gallwitz uznał, że generalny szturm jest niemożliwy i zdecydował się zaatakować północno-wschodni front twierdzy 3 Dywizją Gwardii między Hingeon a Vezin, zaś wschodnią stronę XI Korpusem, z 1 Rezerwową Dywizją Gwardii stojącą w odwodzie w Andenne. Artyleria oblężnicza miała zostać rozmieszczona w sektorach naprzeciwko fortów Marchovlette, Maizeret i Andoy. Gdy piechota przybyła z Héron, Coutisse, Ohey i Hamois, miała się zebrać o godzinie 11:00 na linii biegnącej z Franc do Waret, Vezin, Sclayn, Strud i Les Tombes; po południu artyleria miała rozpocząć ostrzał. Plan z Oberste Heeresleitung nadszedł tego samego dnia, wraz z dokumentacją dotyczącą fortów i garnizonu, ale Gallwitz zdecydował się przeprowadzić operację zgodnie z technikami walki otwartej, a nie przedwojennymi założeniami wojny oblężniczej. Rozpoznanie lotnicze wykryło wojska belgijskie w Cognelée oraz mosty pontonowe w Vépion i Arrêt, po obu stronach Namur, a także ruch kolejowy na południowy zachód zmierzający w kierunku twierdzy. Belgowie wykorzystali czas potrzebny Niemcom na zdobycie Liège do budowy dodatkowych fortyfikacji polowych między fortami, szczególnie w najbardziej narażonych częściach obwodu z północy na południowy wschód.

## Oblężenie

### Ostrzał

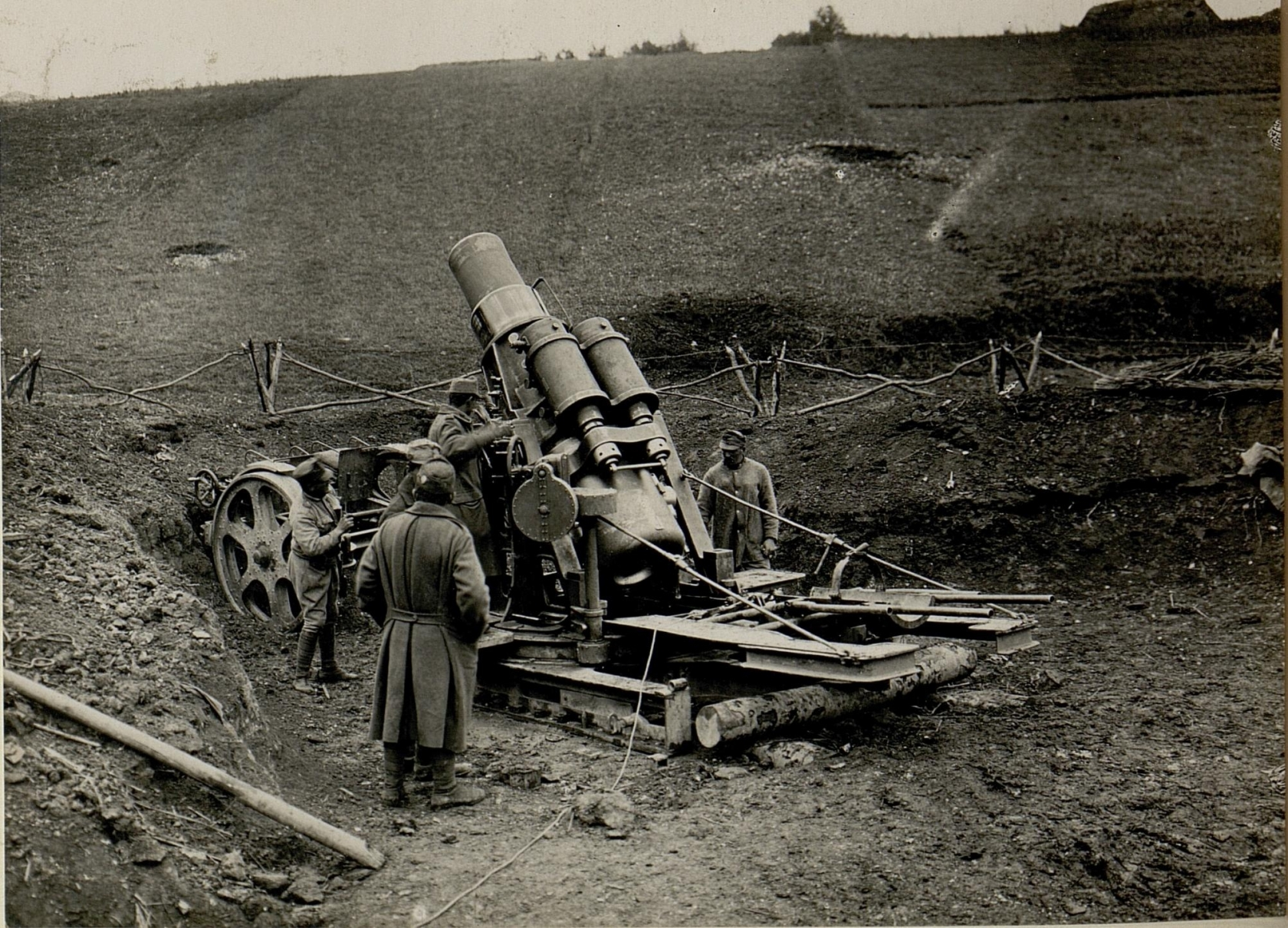
Austro-węgierskie działo oblężnicze kal. 305 mm

Bombardowanie 21 sierpnia zostało przerwane przez mgłę i do południa artyleria na froncie północno-wschodnim i południowo-wschodnim ostrzeliwała jedynie forty Marchovelette, Maizeret, Andoy oraz obszary między fortami. Odpowiedź belgijska była skąpa, a 1 Rezerwowa Dywizja Gwardii posunęła się w rejon Hemptinne i Meeffe. 3 Dywizja Gwardii dotarła do obrzeży wsi Marchovelette, Gelbressée i Waret, 22 Dywizja osiągnęła linię w pobliżu Thon, Goyet i Faulx, a 38 Dywizja dotarła do Andenne. Rozpoznanie terenu na wschód i południowy wschód od Namur wykazało, że jest on pełen stromych wąwozów i nie nadaje się do ataku, co skłoniło Gallwitza do pojęcia jedynie ataku pozorowanego i nakazania 38 Dywizji przesunięcia się na północny brzeg do następnego dnia.
Deszczowa pogoda utrudniała działanie niemieckim samolotom rozpoznawczym, ale główny atak między Daussoulx a Gelbressée miały przeprowadzić 1 Rezerwa Gwardii i 38 Dywizja, podczas gdy 3 Dywizja Gwardii czekała w odwodzie. Artylerii wydano polecenie rozpoczęcia ostrzału fortu Cognelée. 22 sierpnia belgijscy obrońcy przeprowadzili dwa kontrataki, a 3 Dywizja Gwardii została wciągnięta w spontaniczną walkę w pobliżu Marchovelette, co zdezorganizowało planowany atak i opóźniło go do następnego dnia. Bombardowanie trwało nadal, a dowódcy artylerii byli przekonani, że jego skutki były druzgocące, jednak dowódcy piechoty, saperzy i członkowie załóg lotniczych podkreślali, że ogień odwetowy z belgijskich fortów i pozycji pośrednich nie osłabł.

### Atak

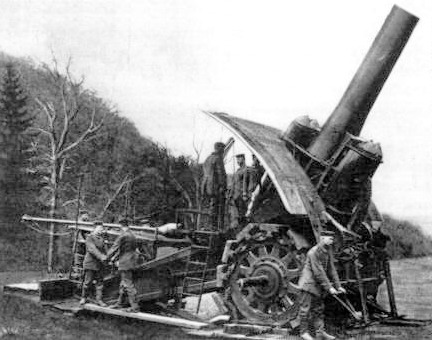
420 mm Typ M-Gerät 14 Kurze Marine-Kanone

Gallwitz nakazał rozpoczęcie ataku na północnym wschodzie i północy 23 sierpnia pod dowództwem gen. por. Ottona von Plüskowa, dowódcy XI Korpusu. Artyleria oblężnicza miała stłumić belgijską artylerię forteczną, a saperzy zaatakować pośrednie umocnienia wspierani przez artylerię średnią i polową. Po pierwszym ataku północna część Namur miała zostać zajęta aż do linii kolejowej Gembloux – Namur – Huy. Plüskow argumentował za opóźnieniem do czasu upewnienia się, że bombardowanie fortów zakończy się sukcesem, ale Gallwitz odmówił. Atak się rozpoczął i o 9:30 rano nadszedł meldunek, że 3 Dywizja Gwardii zdobyła umocnienia na wschód od fortu Cognelée, a von Plüskow nakazał atak pozostałym jednostkom w swoim sektorze. O 11:15 rano umocnienia po obu stronach fortu Marchovelette upadły, a ogień odwetowy z fortu i fortu Cognelée ustał. Ataki rozpoczęły się na froncie w kierunku Namur, a odwody brygady 1 Dywizji Rezerwowej Gwardii i pułku 38 Dywizji posuwały się wzdłuż drogi Leuze – Namur, chroniąc flankę przed ostrzałem z fortów Emines i Suarlée. Forty Cognelée i Marchovelette poddały się wczesnym popołudniem, a atak na północ od Namur osiągnął cel o godzinie 16:00.
14 Dywizja Rezerwowa zaatakowała w kierunku fortów Emines i Suarlée, aby odwrócić ogień Belgów od głównego natarcia, a 22 Dywizja bombardowała forty Maizeret i Andoy do popołudnia, kiedy to piechota zbliżyła się do pozycji pośrednich. O godzinie 17:00 Gallwitz wysłał posła do dowódcy garnizonu w Namur z żądaniem poddania miasta i pozostałych fortów do godziny 19:00, grożąc, że w przeciwnym wypadku miasto i cytadela zostaną zbombardowane. Plüskow otrzymał rozkaz przygotowania się do ostrzału zaporowego na południe od Namur, aby uniemożliwić dotarcie posiłków do obrońców lub wycofanie się garnizonu. Nie otrzymano odpowiedzi w wyznaczonym terminie, ale aby uniknąć nocnej bitwy ulicznej, rozpoczęto jedynie bombardowanie cytadeli i południowej części miasta. Bombardowanie ustało po piętnastu minutach, gdy część wojsk na północ od miasta nacierała dalej, przechodząc za linię kolejową. Gallwitz nakazał reszcie piechoty natarcie w kierunku Sambry i Mozy, który nie napotkało oporu, ale gdy piechota dotarła do rzeki, wszystkie obiekty z wyjątkiem małego mostu nad Sambrą zostały wysadzone. Żołnierze w mieście donieśli, że belgijska 4 Dywizja wycofała się na południe, gdy niemiecki atak przekroczył linię twierdzy. W nocy wojska niemieckie utrzymywały swoje pozycje, gotowe do wznowienia ataku rano.
Niemieckie przygotowania do wznowienia ataku 24 sierpnia zostały zakończone o godzinie 5:00, a superciężka artyleria wznowiła bombardowanie fortów Emine i Suarlée. Wojska inżynieryjne w mieście naprawiły mosty na Mozie i Sambrze. Fort Maizeret wpadł dzień wcześniej w ręce 22 Dywizji, a Gallwitz rozkazał 38 Dywizji wkroczyć w otwarty teren na południowy zachód od Namur, aby zaatakować forty Malonne i St. Héribert. 3 Dywizja Gwardii miała zająć resztę miasta, a 1 Dywizja Rezerwowa Gwardii miała za zadanie strzec pozycji artylerii na północ od Mozy, podczas gdy forty Emines i Suarlée były nadal ostrzeliwane. 14 Dywizja Rezerwowa miała zapobiec wyłomowi na zachód lub południowy zachód, a 22 Dywizja otrzymała zadanie zajęcia fortów Andoy i Dave, a następnie posuwania się w kierunku Mozy. 3 Dywizja Gwardii zajęła resztę Namuru rano, po zdobyciu fortu Andoy. Malonne zostało zdobyte przez szturm, a 38 Dywizja zbliżyła się do fortu. Wieczorem 38 Dywizja zajęła fort St. Héribert, a forty Emines, Dave i Suarlée padły 25 sierpnia.

## Następstwa

### Analiza

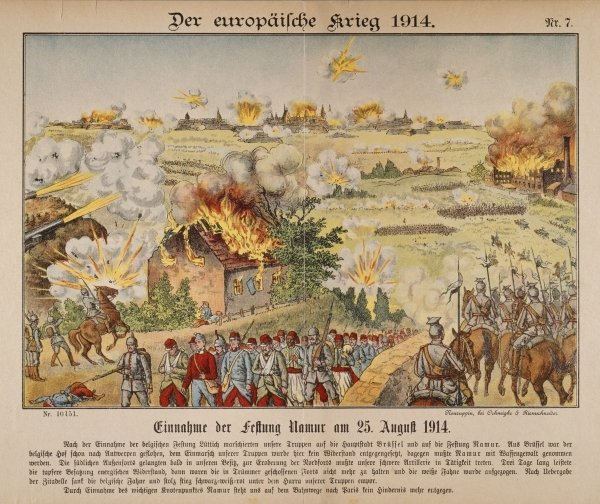
Przedstawienie upadku Namur w niemieckiej propagandzie

Niemieccy oficjalni historycy działań wojennych napisali w „Der Weltkrieg”, że szybkie zdobycie Namur uczyniło pozycję Francuzów w narożniku rzek Sambry i Mozy nie do utrzymania. Sukces przypisano kunsztowi Gallwitza, który pogodził wymogi otwartej walki i wojny oblężniczej w planie znacznie skuteczniejszym niż metody zastosowane w Liège. Atak na Namur był szybszy, wymagał mniejszej liczby żołnierzy i był mniej kosztowny dla atakujących, pomimo trzech tygodni, jakie obrońcy mieli na przygotowanie pozycji. Niemcy odwrócili taktykę zastosowaną w Liège i poczekali na nadciągający koleją tabor oblężniczy, aby ostrzelać forty, zanim zaatakowali piechotą. Bombardowanie uczyniło tylne rowy fortów nie do utrzymania, a atakujący mogli przedostać się między forty i zaatakować je od tyłu.
Obrońcy zostali zepchnięci do cytadeli, gdzie nie było wystarczającej liczby urządzeń sanitarnych dla 500 ludzi, a powietrze stało się niezdatne do oddychania. Jednocześnie niemiecka artyleria niszczyła forty ogniem z superciężkich haubic i zwykłej artylerii od tyłu. Okazało się, że jakiekolwiek wypady belgijskiej piechoty z fortów pod tak silnym niemieckim ostrzałem artyleryjskim stały się niemożliwe, choć ok. 60% niemieckich pocisków, a nawet więcej w przypadku dużych dział, chybiało celu. Działa forteczne były mniej potężne od niemieckich, ale celniejsze i mogły korzystać z obserwacji oraz wsparcia ogniowego zapewnianego przez sąsiednie forty. W nocy z 24 na 25 sierpnia niemiecki Korpus Rezerwowy Straży i XI Korpus otrzymały rozkaz przeprawienia się na południe i dołączenia do 2. i 3 Armii.

### Straty
Armia belgijska straciła ok. 15 000 żołnierzy, z czego ok. 10 000 pochodziło z 4 Dywizji, która wycofała się na południe za francuską 5 Armią. Dywizja została przeniesiona do Hawru, a następnie drogą morską do Ostendy, gdzie dotarła 27 sierpnia i ponownie dołączyła do armii polowej w Antwerpii. Oficjalna historia niemieckiej armii odnotowała wzięcie 5700 belgijskich i francuskich jeńców, zdobycie dwunastu dział polowych oraz fakt, że niektóre oddziały 4 Dywizji, które opuściły twierdzę w ostatniej chwili, zostały schwytane na południe od Namur. Niemcy ponieśli 900 ofiar, z czego ok. 300 zabitych.